# Фурманівка (Нестеровський район)
Фурманівка (рос. Фурмановка) — селище Нестеровського району, Калінінградської області Росії. Входить до складу Ілюшинського сільського поселення.
Населення —  631 особа (2015 рік). 

## Населення
| 2002 | 2010 |
| ---- | ---- |
| 661  | ↘631 |